# Psychotria milnei
Psychotria milnei är en måreväxtart som först beskrevs av Asa Gray, och fick sitt nu gällande namn av Karl Moritz Schumann. Psychotria milnei ingår i släktet Psychotria och familjen måreväxter. Inga underarter finns listade i Catalogue of Life.